# Швец, Валентин Родионович
Валентин Родионович Швец (27 сентября 1939, село Розсохуватка, теперь Катеринопольского района Черкасской области — ноябрь 2021) — советский государственный деятель, 1-й секретарь Кагарлыкского райкома КПУ Киевской области. Член ЦК КПУ в 1986—1990 г. Народный депутат Украины 1-го созыва.

## Биография
Родился в крестьянской семье. Окончил Звенигородский совхоз-техникум Черкасской области. Работал бригадиром, а с 1959 года — агрономом колхоза села Рассоховатки Катеринопольского района Черкасской области.
Член КПСС с 1960 года.
В 1961—1964 г. — в Советской армии.
В 1964—1968 г. — студент Белоцерковского сельскохозяйственного института Киевской области, получил специальность ученого агронома.
В 1968—1974 г. — председатель колхоза Белоцерковского района Киевской области.
В 1974—1975 г. — инструктор, заместитель заведующего отделом сельского хозяйства Киевского областного комитета КПУ.
В 1975—1983 г. — 1-й секретарь Богуславского районного комитета КПУ Киевской области.
В 1983—1991 г. — 1-й секретарь Кагарлыкского районного комитета КПУ Киевской области. В апреле 1990—1992 г. — председатель Кагарлыкского районного совета, одновременно в 1991—1992 г. — председатель исполнительного комитета Кагарлыкского районного совета народных депутатов Киевской области.
С 1992 года — директор Узинского плодоконсервного завода Белоцерковского района Киевской области.
Потом — на пенсии в городе Кагарлыке Киевской области.

## Награды
- орден Трудового Красного Знамени
- орден Октябрьской Революции
- медали